# Томпоко (озеро, исток Томпоко-Хона)
Томпоко — пресноводное озеро в Красноярском крае России, располагается на севере Эвенкийского района, западнее озера Чиринда.
Озеро Томпоко имеет овальную форму, вытянутую в меридиональном направлении, и находится на высоте 366 м над уровнем моря, занимая котловину между холмами юго-восточных отрогов плато Путорана, в левобережье реки Котуй. Его площадь составляет 10,7 км², площадь водосборного бассейна — 67,9 км². Длина озера около 5,5 км, ширина достигает 3,4 км в центральной части. Впадает несколько ручьёв, обеспечивая сток из близлежащих небольших озёр. На севере из озера вытекает река Томпоко-Хон, впадающая в Амнундакту, приток Чангады. Острова на водоёме отсутствуют. 
Берега озера холмистые, поросли лесом. Ближайший населённый пункт, посёлок Чиринда, находится в 14 км к восток-юго-востоку.
Код водного объекта в государственном водном реестре — 17040200111117600000585.